# Il Conte Ory
Il Conte Ory (Le Comte Ory nella versione originale francese) è la penultima opera di Gioachino Rossini, composta su libretto di Eugène Scribe e Charles-Gaspard Delestre-Poirson tratto dal vaudeville omonimo (1816) degli stessi autori.
La prima rappresentazione ebbe luogo il 20 agosto 1828 all'Opéra di Parigi.

## Genesi
Nel 1828 Rossini era a Parigi da cinque anni ma – a parte la partitura celebrativa del Viaggio a Reims, composta per festeggiare l'incoronazione di Carlo X e rappresentata solo per poche sere – non aveva ancora offerto ai teatri francesi un'opera nuova. I due rifacimenti del Maometto secondo e del Mosè in Egitto (Le siège de Corinthe e Moïse et Pharaon) avevano suscitato l'entusiasmo del pubblico ma il vero banco di prova che lo attendeva era la stesura di un'opera originale in lingua francese, da rappresentare nel massimo teatro parigino.
L'incarico di approntare velocemente un libretto per la nuova partitura fu affidato al più esperto uomo di teatro del tempo, Eugène Scribe – autore di circa quattrocento lavori: drammi, farse, commedie, vaudevilles, scherzi comici e libretti d'opera – e ad un suo collaboratore, Charles Gaspard Delestre-Poirson.
Secondo l'uso del tempo, Scribe propose a Rossini di riciclare, ampliandolo, un soggetto già utilizzato: un vaudeville rappresentato a Parigi nel 1816, per il quale il drammaturgo si era ispirato ad una ballata medievale, tratta a sua volta da una leggenda piccarda, in cui venivano celebrate le avventure boccaccesche di un libertino – il Conte Ory – entrato nel convento di Formoutiers con un gruppo di cavalieri mascherati da suore, «per far piacere alle monache e scacciare la noia». Le ultime righe della divertente ballata avvertono maliziosamente il lettore che nove mesi dopo ogni suora ebbe «il suo piccolo cavaliere».
Allo scopo di non incorrere negli strali della censura e non essere accusato di vilipendio della religione, nel vaudeville Scribe era tuttavia ricorso ad un gioco di allusioni più sottile e meno esplicito, trasformando le monache in una castellana e nelle sue dame ed eliminando il finale licenzioso; il libretto si conclude infatti con la sconfitta degli aspiranti seduttori, costretti a rinunciare all'impresa e a lasciare frettolosamente il castello per effetto del ritorno improvviso e inatteso del feudatario e dei suoi uomini. I pezzi musicali del vaudeville alternavano canti popolari francesi e arie d'opera di vari autori (tra cui Mozart).
La stesura del libretto pose alcuni problemi: dall'esiguo materiale dell'atto unico del vaudeville si doveva trarre una vicenda che occupasse i due atti dell'opera, tenendo conto contemporaneamente dell'intenzione del compositore di riciclare alcuni brani del Viaggio a Reims (in lingua italiana e quindi con accenti musicali impostati su valori metrici diversi), creando gli spazi e le occasioni per un loro plausibile inserimento. L'operazione non fu né facile né indolore e i rapporti fra il musicista e Scribe divennero così tesi che quest'ultimo, abituato ad imporre i propri prodotti ai maggiori operisti del tempo, d'accordo con il suo collaboratore rifiutò di far apporre al libretto i propri nomi (salvo farli aggiungere precipitosamente dopo il trionfo dell'opera).
In realtà quello del Comte Ory è un libretto di piacevole lettura, ben costruito intorno ad una serie di colpi di scena in grado di tener desta l'attenzione dello spettatore e di offrire allo spirito caustico di Rossini preziosi stimoli e suggerimenti. L'ironia che lo pervade e l'ambiguità evocata dalle situazioni e dalle parole costituirono un vero invito a nozze per il compositore pesarese.
La rielaborazione del vaudeville riguardò solo il secondo atto dell'opera. Il primo fu costruito su una precedente impresa del libertino, che nella pièce teatrale è solo raccontata da Madame Ragonde. Nella nuova veste, Le Comte Ory si presenta come una spassosa pochade, non priva di sottintesi morali e di costume, basata su un intreccio ricco di situazioni farsesche, colpi di scena, travestimenti, e avvolto in una sottile trama di ambiguità e mistero.
Rossini - che aveva già scelto il soggetto per la prossima opera (Guillaume Tell) - scrisse il suo unico melodramma comico francese in soli quindici giorni, durante il soggiorno nella casa di campagna di un amico, il banchiere Alejandro María Aguado. Per capire l'esatta prosodia della lingua francese, egli ricorse all'aiuto del grande tenore Adolphe Nourrit, destinato ad interpretare la parte del protagonista, e pose una cura particolare nell'orchestrazione: una delle più preziose che ci abbia lasciato, notevole in particolare per l'impiego dei legni.
La compagnia di canto messa a disposizione dall'Opéra era quanto di meglio si poteva trovare sulla piazza parigina ed era particolarmente adatta ad affrontare gli spericolati virtuosismi di cui la partitura abbonda: al soprano Laure Cinti-Damoreau fu affidato il ruolo della Contessa, a Nourrit quello del Conte, al basso Nicolas Levasseur quello del precettore, il mezzosoprano Constance Jawureck interpretò la parte en travesti del paggio Isolier, il baritono Henri Bernard Dabadie quella di Raimbaud.
La prima del Comte Ory all'Opéra di Parigi ebbe un esito trionfale. Il critico della «Revue Musicale» scrisse: «Alla domanda se quest'opera esca dalla maniera dell'autore rispondiamo francamente no: è sempre Rossini, un Rossini cambiato in uomo di spirito sempre più fine, un musicista supremamente padrone degli effetti». La critica francese, compreso Hector Berlioz, che giudicava il terzetto del secondo atto il capolavoro di Rossini, fu unanime nel lodare la perfezione formale della partitura.

## Cast della prima assoluta
| Ruolo             | Registro vocale           | Interpreti                                                                              |
| ----------------- | ------------------------- | --------------------------------------------------------------------------------------- |
| Le Comte Ory      | tenore                    | Adolphe Nourrit                                                                         |
| Le Gouverneur     | basso                     | Nicolas Levasseur                                                                       |
| Isolier           | mezzosoprano              | Constance Jawureck                                                                      |
| Raimbaud          | baritono                  | Henri-Bernard Dabadie                                                                   |
| La Comtesse Adèle | soprano                   | Laure Cinti-Damoreau                                                                    |
| Ragonde           | mezzosoprano              | Augusta Mori                                                                            |
| Alice             | soprano                   | ?                                                                                       |
| Quattro cavalieri | due tenori e due baritoni | Alexis Dupont Jean-Étienne-Auguste Massol Henri-Bernard Dabadie junior Ferdinand Prévôt |

## Trama
L'azione si svolge nel feudo e nel castello di Formoutiers, in Turenna, verso il 1200, all'epoca della seconda crociata.

### Atto primo
Approfittando dell'assenza del feudatario di Formoutiers, partito con i suoi uomini per liberare la Terrasanta, il Conte Ory, con l'aiuto dell'amico Raimbaud e di un gruppo di scapestrati, si traveste da eremita per attentare alla virtù di Adele, la giovane sorella del feudatario che, avendo fatto voto di non ricevere nessun uomo prima del ritorno dei valorosi crociati, vive chiusa nel castello con le sue dame, in preda alla malinconia. 

Gli abitanti del villaggio si recano nel rifugio del pio eremita per chiedergli consiglio e conforto. Qui giungono anche il precettore di Ory, incaricato di ritrovare l'allievo fuggito di casa da otto giorni, e il paggio Isolier. Questi, tratto in inganno dal travestimento di Ory, gli confida il suo amore per la Contessa Adele e il suo proposito di introdursi nel castello dell'amata travestito da pellegrina. Il falso eremita, dopo essersi complimentato per l'ottimo piano, si prepara ad eseguirlo personalmente e, quando Adele – attratta dalla presenza carismatica del sant'uomo – si reca a consultarlo, le consiglia di tenersi alla larga da Isolier (per il quale la donna confessa di avere un debole) e le chiede di entrare nel castello per poterle parlare con più tranquillità. 

Ma proprio nel momento in cui si appresta a varcare il ponte levatoio, Ory viene smascherato dal suo precettore. Come se non bastasse, un messo consegna ad Adele la lettera in cui il fratello le annuncia il prossimo ritorno dei Crociati. La Contessa e le sue dame sbeffeggiano il libertino che tuttavia non si dà per vinto: gli resta ancora un giorno per escogitare un altro stratagemma e sedurre Adele.

### Atto secondo
Le donne del castello, al sicuro nelle loro stanze, commentano con un misto di paura ed eccitazione lo scampato pericolo. Scoppia un violento temporale e dall'esterno si odono implorazioni di aiuto: quattordici povere pellegrine chiedono – e ottengono – asilo notturno per sfuggire alle insidie del Conte e dei suoi ribaldi compagni.

Ma non appena rimangono sole, le pie pellegrine rivelano la loro vera identità: altri non sono che lo stesso Ory, questa volta nei panni di Suor Colette, e i suoi compagni, fra i quali a sorpresa troviamo anche il precettore, evidentemente convertito alla causa del discepolo. Raimbaud trova il modo di ovviare alla mancanza di vino e cibi adeguati scoprendo ottime bottiglie e abbondanti vettovaglie nella cantina del castello e, intonando un allegro canto da osteria, dà il via alla bisboccia nell'attesa che abbia inizio l'avventura notturna.

Ma anche questa volta le cose non vanno secondo il copione prestabilito. Il paggio Isolier, scoperto l'inganno, avverte la Contessa che le donne sono in pericolo, dal momento che i Crociati torneranno al castello soltanto fra un'ora. Con l'aiuto di Adele si prepara quindi a giocare un brutto tiro al suo signore e rivale.

Quando la finta Suor Colette entra nella stanza con il pretesto di non riuscire ad addormentarsi, la Contessa, approfittando dell'oscurità, si nasconde dietro al paggio. Il seduttore si rivela e, rivolgendole appassionate frasi d'amore, prende la mano dell'amata e la bacia con trasporto, senza accorgersi che è la mano di Isolier. Questi, nel frattempo, approfitta delle circostanze per baciare a sua volta la mano della Contessa, la quale lo lascia fare volentieri. L'equivoco si chiarisce di colpo al suono delle trombe che annunciano il ritorno dei Crociati e l'arrivo del padre di Ory, venuto a riprendersi il rampollo scapestrato. La scena si illumina: il Conte evita i rimbrotti paterni fuggendo precipitosamente con i suoi compari attraverso un passaggio segreto, mentre tutti inneggiano al felice ritorno dei valorosi cavalieri.

## Caratteri generali
Dopo aver suddiviso equamente la produzione operistica italiana tra i generi comico e serio, anche per le due opere francesi che egli compose al termine della sua carriera teatrale, Rossini scelse un soggetto comico ed uno serio.
Con Guillaume Tell, la sua ultima opera, il compositore pesarese tagliò i ponti con la tradizione aulica e classica dell'opera seria italiana, aprendosi per un istante a quel romanticismo dal quale si sarebbe immediatamente ritratto, spaventato dall'assenza di confini di quella concezione estetica.
Benché all'apparenza meno collegabile alla stagione romantica - se non altro per il soggetto trattato - Le Comte Ory segna un distacco non meno profondo dalla tradizione italiana dell'opera buffa, della quale non riprende né i tipi psicologici (la donna scaltra, il tutore burbero, gli innamorati sospirosi, la servetta petulante, il soldato smargiasso), né la tipica inquadratura morale che abbinava il lieto fine della commedia ad una ricomposizione dell'ordine sociale, e dove spesso le tanto sospirate nozze fra gli innamorati venivano a costituire una sorta di catarsi comica.
Soggetto moderno nel suo deliberato non sense e nella sua spudorata amoralità, Le Comte Ory è invece la storia di un seduttore tanto ostinato quanto perdente, accompagnato nelle sue bravate da un'accolita di allegri crapuloni sospinti da una sorta di furore goliardico (tra i quali si colloca un improbabile precettore che, dopo aver smascherato il Conte nel primo atto, si converte alla sua causa nell'atto secondo, senza alcuna giustificazione plausibile) e di un gruppo di donne i cui ripetuti proclami di virtù si coniugano ad una scoperta sensualità. È evidente che per queste moraleggianti fanciulle la figura del Conte Ory - circondata da una fama di seduttore che appare in verità alquanto immeritata - è oggetto di un terrore che sconfina in una sorta di eccitazione, destinata a sfociare nella formidabile acme emozionale dell'uragano (uno dei più belli che siano mai stati messi in musica), quando il prorompere delle forze della natura, ben di più dell'improbabile seduttore, sembra davvero travolgere, fisicamente, le pie donne del castello.
Tutto questo susseguirsi di slanci amorosi, ambiguità, equivoci, desideri repressi trova il suo culmine in quel sublime terzetto d'amore (forse l'unico della storia dell'opera) che costituisce il vero finale, prima della veloce conclusione – potremmo dire – a deus ex machina invertito, col ritorno dei crociati che, riportando l'ordine, dà fine al divertimento.
In questo contesto il personaggio del giovane paggio Isolier, affidato ad un mezzosoprano en travesti, nella sua ambigua innocenza di adolescente (così vicina a quella del Cherubino delle Nozze di Figaro), fornisce la chiave per scoprire, almeno in parte, il significato di un'opera per molti versi inafferrabile, carica di una sensualità e di un pathos che la trama farsesca riesce solo in parte a camuffare.
Quello di Ory appare dunque un mondo di mascherate e finzioni in cui il vero significato della musica - osserva Philip Gossett - «è altrettanto difficile da cogliere quanto lo sono i suoi personaggi. In quale altra opera la confusione di identità e il conseguente vortice erotico arrivano al punto di presentare un tenore mascherato da donna che pensa di fare all'amore con un soprano, mentre lo sta facendo con un contralto che interpreta il ruolo di un uomo che prende il posto del soprano? In quale altra una parte così cospicua della musica deriva, praticamente senza alterazioni, da quella di un'opera la cui sostanza è totalmente diversa, pur sembrando adattarsi perfettamente ad entrambi i drammi? Si potrebbero riferire a Rossini le parole che Ory usa per il paggio Isolier, appena prima della fine dell'opera: C'est lui qui nous a joués tous (È lui che ci ha giocati tutti), senza timore di sbagliare.»

## Fortuna
A Parigi, Le Comte Ory rimase in repertorio per vent'anni consecutivi. Poi, quando l'affermarsi di una nuova scuola di canto basata sull'emissione di petto e sul canto spiegato creò difficoltà quasi insormontabili a trovare un tenore in grado di affrontare il ruolo del protagonista, iniziò il suo declino.
Nel Regno Unito la première è stata il 28 febbraio 1829 nel His Majesty's Theatre di Londra in italiano.
L'opera fu tradotta e presentata al pubblico italiano con il titolo Il Conte Ory il 10 maggio 1830 al Teatro della Canobbiana di Milano con Clorinda Corradi e Gilbert-Louis Duprez, il 12 maggio successivo al Teatro d'Angennes di Torino, il 20 novembre al Teatro San Carlo di Napoli con Antonio Tamburini ed il 9 giugno 1831 al Teatro Regio di Parma, ma l'accoglienza di pubblico e critica furono sin dall'inizio tutt'altro che calorose, tanto che nel 1830 un critico bolognese scrisse: «Se in Francia piace, lasciamolo pure ai francesi: l'Italia ha altro gusto, molto più fondato e sodo». La leggerezza, la grazia francese, ma soprattutto l'ambiguità e l'amoralità di quest'opera non furono apprezzate dal pubblico italiano dell'Ottocento e ancora oggi Le Comte Ory, pienamente rivalutata dalla critica ed entrata a pieno titolo nei repertori teatrali, non è tra le opere più famose di Rossini.
Il 16 dicembre 1830 va in scena a New Orleans, il 22 agosto 1831 a New York ed il 29 agosto successivo la centesima recita all'Académie Royale de Musique di Parigi con la Jawureck, Adolphe Nourrit e Dabadie.
Nel 1930 avviene la prima nel Teatro Regio di Torino diretta da Franco Capuana con Gianna Pederzini ed Ernesto Badini, nel 1942 al Teatro Comunale di Bologna diretta da Riccardo Zandonai con Cloe Elmo, nel 1952 al Teatro della Pergola di Firenze diretta da Vittorio Gui con Jolanda Gardino, Giulietta Simionato, Nicola Monti, Angelo Mercuriali, Renato Capecchi e Mario Petri, nel 1954 al Teatro Comunale di Firenze diretta da Franco Ghione con Virginia Zeani ed Agostino Ferrin, al Teatro La Fenice di Venezia diretta da Gui con Monti, Sesto Bruscantini e Giorgio Tozzi ed al King's Theatre di Edimburgo diretta da Gui con Bruscantini per il Glyndebourne Festival Opera, nel 1958 alla Piccola Scala di Milano diretta da Nino Sanzogno con Graziella Sciutti, Fiorenza Cossotto, Teresa Berganza, Rolando Panerai e Franco Calabrese, nel 1959 al Teatro Carignano di Torino diretta da Tullio Serafin con Gianna D'Angelo e Capecchi, nel 1984 al Rossini Opera Festival diretta da Donato Renzetti con la London Sinfonietta, Rockwell Blake, Alessandro Corbelli, Cecilia Gasdia e Cecilia Valdenassi e dal 2011 al Metropolitan Opera House di New York con Juan Diego Flórez, Diana Damrau, Joyce DiDonato e Michele Pertusi in 14 recite fino al 2013.

## Organico orchestrale
La partitura dell'opera prevede l'utilizzo di:
- ottavino, 2 flauti, 2 oboi, 2 clarinetti, 2 fagotti
- 4 corni, 2 trombe, 3 tromboni
- timpani, grancassa, piatti, triangolo
- archi

## Numeri musicali
- Prélude

### Atto 1
- 1 Introduzione Jouvencelles, venez vite - Que les destins prospéres (Raimbaud, Coro, Alice, Ragonde, Le Comte Ory)
- 2 Cavatina Veiller sans cesse (Le Gouverneur, Coro)
- 3 Duetto Une dame de haut parage (Isolier, Le Comte Ory)
- 4 Cavatina En proie à la tristesse (La Comtesse Adèle, Coro)
- 5 Finale Primo O terreur! Ô peine extreme (La Comtesse Adèle, Alice, Isolier, Ragonde, Le Comte Ory, Raimbaud, Le Gouverneur, Coro)

### Atto 2
- 6 Introduzione Dans ce sejour (La Comtesse Adèle, Ragonde, Coro)
- 7 Duetto Ah, quel respect, Madame (Le Comte Ory, La Comtesse Adèle)
- 8 Coro Ah! la bonne folie! (Coro, Le Comte Ory, Le Gouverneur)
- 9 Aria Dans ce lieu solitaire (Raimbaud, Coro)
- 10 Coro Buvons, buvons! (Coro, Le Comte Ory, Raimbaud, Le Gouverneur)
- 11 Terzetto À la faveur de cette nuit obscure (Le Comte Ory, La Comtesse Adèle, Isolier)
- 12 Finale Secondo Écoutez ces chants de victoire (La Comtesse Adèle, Le Comte Ory, Coro)

## Brani adattati da opere precedenti

### Atto 1
- Parte della vasta introduzione («Jouvencelles, venez vite») proviene dall'introduzione del Viaggio a Reims.
- La cavatina di Ory «Que les destins prospères» deriva dalla cavatina di Madama Cortese «Di vaghi raggi adorno» del Viaggio a Reims.
- Il successivo ensemble «Moi, je réclame» è tratto da «I forestieri presto sen vanno» del Viaggio a Reims (scena terza).
- Il tempo di mezzo («Vous, notre appui») e la cabaletta («Cette aventure») dell'aria del precettore derivano dall'aria di Milord del Viaggio a Reims (rispettivamente «Come dal cielo» e «Dell'alma diva»).
- La marcia del corteo deriva dal preludio della dodicesima scena del secondo atto di Eduardo e Cristina.
- L'aria di Adele, «En proie à la tristesse», deriva dall'aria della Contessa «Partir, oh ciel, desìo» del Viaggio a Reims.
- Il concertato finale «Ciel! Oh terreur» proviene dal «Gran Pezzo Concertato» del Viaggio a Reims («Ah, a tal colpo inaspettato»).

### Atto 2
- Il duetto tra Ory e Adele, «Ah, quel respect, madame», è tratto da quello tra Corinna e Belfiore, «Nel suo divin sembiante», del Viaggio a Reims.
- L'aria di Raimbaud, «Dans ce lieu solitaire», deriva dall'aria di Don Profondo «Medaglie incomparibili» nel Viaggio a Reims.

## Incisioni discografiche
| Anno | Cast (Ory, Adèle, Isolier, Raimbaud, Gouverneur)                                              | Direttore           | Etichetta                |
| ---- | --------------------------------------------------------------------------------------------- | ------------------- | ------------------------ |
| 1956 | Juan Oncina, Sari Barabas, Jeannette Sinclair, Michel Roux, Ian Wallace                       | Vittorio Gui        | EMI                      |
| 1988 | John Aler, Sumi Jo, Diana Montague, Gino Quilico, Giles Cachemaille                           | John Eliot Gardiner | Philips Classics Records |
| 2003 | Juan Diego Flórez, Stefania Bonfadelli, Marie-Ange Todorovitch, Bruno Praticò, Alastair Miles | Jesús López-Cobos   | Deutsche Grammophon      |

## Videografia
| Anno | Cast (Ory, Adèle, Isolier, Raimbaud, Gouverneur)                                   | Direttore       | Etichetta       |
| ---- | ---------------------------------------------------------------------------------- | --------------- | --------------- |
| 2009 | Yijie Shi, María José Moreno, Laura Polverelli, Roberto De Candia, Lorenzo Regazzo | Paolo Carignani | Unitel Classica |
| 2011 | Juan Diego Flórez, Diana Damrau, Joyce DiDonato, Stéphane Degout, Michele Pertusi  | Maurizio Benini | Virgin Classics |
| 2014 | Javier Camarena, Cecilia Bartoli, Rebeca Olvera, Oliver Widmer, Ugo Guagliardo     | Muhai Tang      | Decca Records   |